# Vicky Vette
Vicky Vette (Stavanger, 12 giugno 1965) è un'attrice pornografica norvegese naturalizzata canadese il cui pseudonimo, talvolta variabile in Sticky Vicky o Vicki Vette, era stato da lei scelto per la sua passione per le Corvette; infatti le curve di queste automobili ricordano il corpo di una donna.

## Biografia

Vicky agli AVN Awards

Dopo essere emigrata in Canada dalla Norvegia con i genitori alla età di 6 anni, venne educata per diventare una top manager, e fece carriera in varie aziende, avendo -come ricorda lei stessa in varie interviste- una "doppia vita", manager di giorno e "maniaca del sesso" la sera. Rispetto a quanto viveva nelle industrie, "il sesso era molto onesto, almeno si vedeva tutto". A 32 anni decise di emigrare per gli Stati Uniti, di non lavorare più come dipendente e fondare una compagnia edilizia con il marito.
Intraprese quindi la carriera di attrice pornografica ad una età piuttosto avanzata, nel 2003, a 38 anni. La sua età è un caso raro nel mondo del porno, per cui è spesso presente nei lungometraggi di genere MILF, in cui una donna ha rapporti con ragazzi più giovani di lei. Nel giro di pochi anni ha interpretato più di 150 film a carattere pornografico (75 solo nel primo anno).
È stata sposata con un uomo di nome Frank, che spesso ha interpretato delle scene di sesso con lei.
Vicky vive ad Atlanta in Georgia ed ha un appartamento a Beverly Hills alla periferia di Los Angeles.
Il video di 38 minuti di debutto di Vicky Vette può essere visto su un sito web, Milf Hunter, fin dal 2003: si intitola Freshly Fucked Look e lei appare con un bikini sotto il nome di Vicky. Nella storia di Milf Hunter era probabilmente la prima volta in cui era stata ripresa una MILF che aveva realmente 38 anni.
Grazie poi alla vendita dei suoi DVD e al suo intuito di donna d'affari, Vette è stata una delle prime attrici pornografiche a smettere sin dal 2006 di produrre DVD per rivolgersi esclusivamente al mercato di internet, grazie ad un sito che lei cura personalmente, VickyAtHome.com.
Vette gestisce un network di siti per adulti chiamato VNA Network (Vette Nation Army Network) con altre 16 star: Sara Jay, Deauxma, Shanda Fay, Sophie Dee, Carmen Valentina, Charlee Chase, Gabby Quinteros, Bobbi Eden, Sunny Lane, Angelina Castro, Puma Swede, Julia Ann, Nikki Benz, Siri, Trisha Uptown e Eva Lin. Nel 2016 è stata inserita nella Hall of Fame dagli AVN Awards.

### Caratteristiche
È alta 168 cm, con i capelli biondi e gli occhi azzurri, non ha tatuaggi né piercing, a parte un anellino all'ombelico.

### Il suicidio del marito
Dopo aver lasciato il marito Frank per ripetuti maltrattamenti, il 30 gennaio 2006 il corpo di Frank venne trovato in un appartamento privo di vita da un amico. Il caso venne ufficialmente chiuso come suicidio per una ingestione di un cocktail di droghe, anche se non si conoscono ulteriori dettagli.

## Riconoscimenti
- AVN Awards

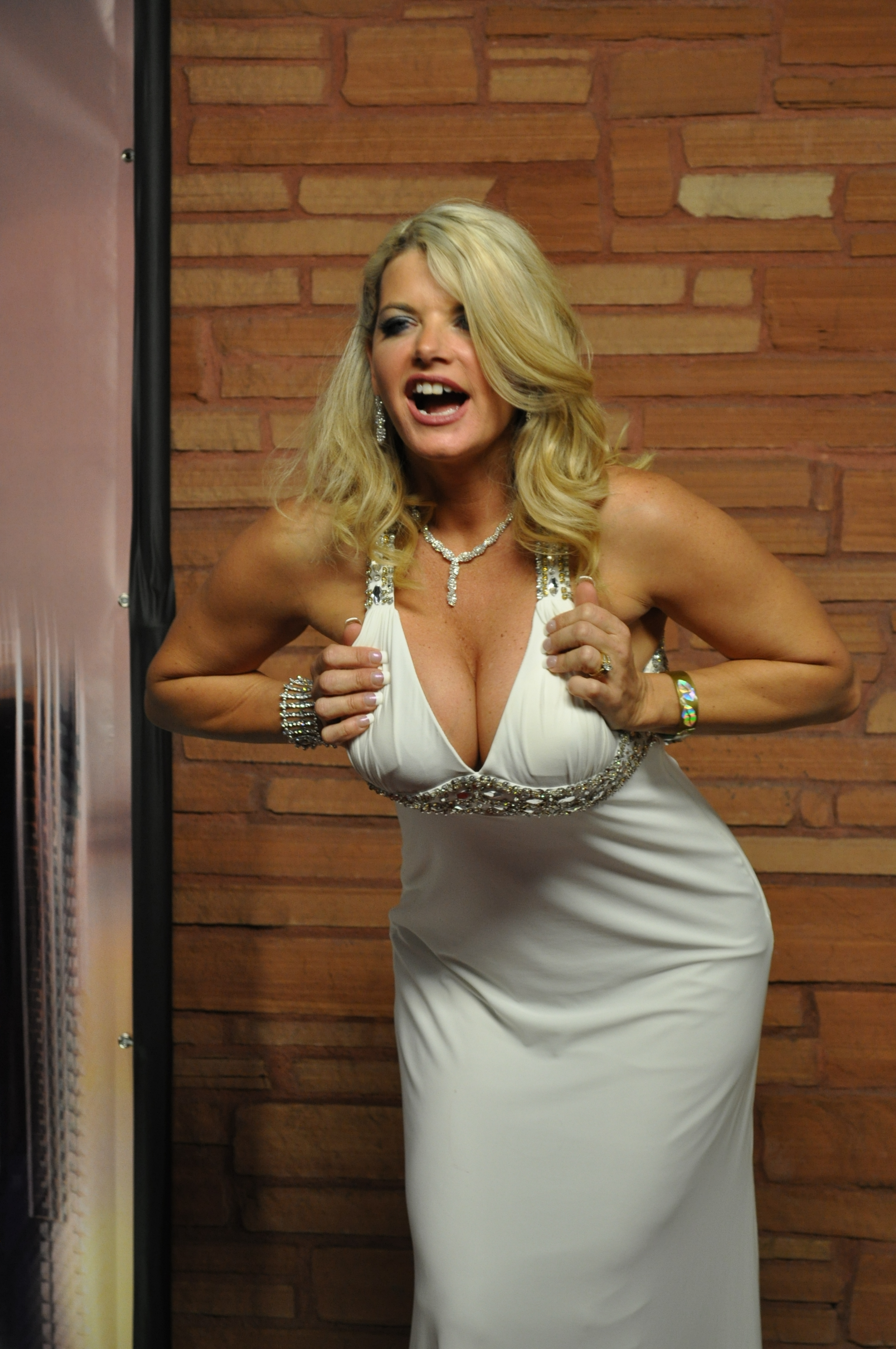
Vicky Vette nel 2011

  - 2005 – Best Tease Performance per Metropolis[6]
- 2014 – Best Solo Girl Website per Vickyathome.com[7]
- 2016 – Best Solo Girl Website per Vickyathome.com[8]
- 2016 – Hall of Fame - Video Branch[9]
- XBIZ Awards
  - 2012 – Web Babe of the Year[10]
  - 2013 – Webstar of the Year Winner[11]
  - 2014 – Performer Site Of The Year per Vickyathome.com[12]
- Altri premi
  - 2008 Booble Girl of the Year[13]
  - 2010 NightMoves Awards – Best Milf, Fan's choice[14]
  - 2012 Miss Freeones Winner[15]
  - 2012 Nightmoves Hall of Fame[16]

## Filmografia
- Anal Addicts 14: Haunted House (2003)
- Ass Freaks 1 (2003)
- Assploitations 2 (2003)
- Blow Me Sandwich 3 (2003)
- Busty Beauties 8 (2003)
- Crack Attack 1 (2003)
- Cumstains 2 (2003)
- Deep Cheeks 9 (2003)
- Dominating Baby Dolls (2003)
- Double Decker Sandwich 2 (2003)
- Double Indulgence 2 (2003)
- Double Parked 6: Moving Violations (2003)
- Easy Like Sunday Morning (2003)
- Give Me Gape 1 (2003)
- Look What's Up My Ass 1 (2003)
- Love And Bullets (2003)
- Metropolis (2003)
- Monica's Sex Crimes (2003)
- More Than A Handful 13 (2003)
- Naughty Little Nymphs (2003)
- Nina Hartley's Guide to Younger Men Older Women Sex (2003)
- North Pole 43 (2003)
- Oral Hygiene 1 (2003)
- Performing Ass (2003)
- Pussy is Not Enough 2 (2003)
- Pussyman's Shaving Starlets 4 (2003)
- Rectal Rooter 5 (2003)
- Screw My Wife Please 36 (She Can't Get Enough) (2003)
- Sodomy Sandwiches (2003)
- Superwhores 1 (2003)
- Tails Of Perversity 10 (2003)
- Wet Dreams Cum True 1 (2003)
- 1000 Facials 1 (2004)
- Alien Love Fantasy (2004)
- American Ass 2 (2004)
- Art Of Anal 2 (2004)
- Ashton's Auditions 2 (2004)
- Assentials (2004)
- Baby Doll Cheerleaders (2004)
- Backdoor Bandits (2004)
- Backdoor Driller (2004)
- Big Cock Seductions 12 (2004)
- Big Gorgeous Breasts 1 (2004)
- Big Wet Asses 3 (2004)
- Buttwoman Iz Lauren Phoenix (2004)
- Catfight Club 2 (2004)
- Chloe's Pool Party (2004)
- Cum Buckets 1 (2004)
- Deep Throat This 19 (2004)
- Dirty Road Trips 2: Cheating Housewives (2004)
- Droppin' Loads 3 (2004)
- Evil Vault 1 (2004)
- Fantasies Inc. (2004)
- Grand Theft Anal 4 (2004)
- Grudge Fuck 1 (2004)
- Heidi Spice 1 (2004)
- Here Cum the Brides 1 (2004)
- Hustler's Greatest Tits (2004)
- Incumming 2 (2004)
- Intimate Secrets 3 (2004)
- Iron Head 2 (2004)
- JKP Sex Camp (2004)
- Juggies 1 (2004)
- Les Perversions 4 (2004)
- Live In Slave 1 (2004)
- Loose Morals: In the Streets (2004)
- Lost Innocence (2004)
- Marked For Anal 1 (2004)
- Marty Zion's Beautiful Girls (2004)
- Mayhem Massacre (2004)
- MILF Seeker 1 (2004)
- MILTF 13 (2004)
- My Friend's Hot Mom 1 (2004)
- Oral Consumption 6 (2004)
- Sex Masters (2004)
- Sex Therapist (2004)
- Sexpedition (2004)
- Sodomize This 1 (2004)
- Sorority Splash 1 (2004)
- Tell Me What You Want 4 (2004)
- To Protect And Service (2004)
- Ultimate DP Gang Bang 2 (2004)
- Voluptuous Vixens 1 (2004)
- Who Wants To Marry Me (2004)
- XXX Platinum Blondes 1 (2004)
- America's Next Top MILF (2005)
- Ass Takers 1 (2005)
- Assed Out 3 (2005)
- Assturbators 2 (2005)
- Big Sticky Tits 7 (2005)
- Bikini Banger 1 (2005)
- Buttman's Vault of Whores (2005)
- Cheating Housewives 1 (2005)
- Cracked (2005)
- Cum Buckets 4 (2005)
- Cum Drenched Tits 3 (2005)
- Entering The Student Body (2005)
- Gag On This (2005)
- In The Sex Party: Vegas (2005)
- Jiggly Jackpot (2005)
- Katsumi's Dirty Deeds (2005)
- Knockin Nurses 5 (2005)
- Locked Cocked and Two Smoking Holes (2005)
- New Devil In Miss Jones (2005)
- Off The Rack 2 (2005)
- Oral Fantasies 4 (2005)
- Peter North's POV 6 (2005)
- Sex Trek: Charly XXX (2005)
- Sex Trek: Where No Man Has Cum Before (2005)
- Star Whores (2005)
- Superwhores 1 Collector's Edition (2005)
- Take That Deep Throat This 2 (2005)
- University Of Austyn 1 (2005)
- All Star Big Boobs (2006)
- Anal Adventures 1: Sorority Sisters (2006)
- Analholics (2006)
- Assume The Position (2006)
- Big and Bouncy 2 (2006)
- Blonde Ambition 1 (2006)
- Boobsville's Young and Busty 2 (2006)
- Cream Pie For The Straight Guy 4 (2006)
- Cum Filled MILFs (2006)
- Double Parked 16 (2006)
- Gangbang MILFs 1 (2006)
- I Wanna Cum Inside Your Mom 2 (2006)
- Leg Sex Diaries (2006)
- MILF Obsession 3 (2006)
- MILF POV 3 (2006)
- Mother Load 1 (2006)
- My Friend's Hot Mom 5 (2006)
- Nina Hartley's Guide to the Ultimate Sex Party (2006)
- No Morals (2006)
- Suck It Dry 3 (2006)
- Totally Stacked 1 (2006)
- Two Cocks, One Pussy, All Three Pretty Juicy  (2006)
- Vicky Vette's Amateur Ho's (2006)
- Big Sausage Pizza 14 (2007)
- Boob Bangers 4 (2007)
- Diary of a MILF 5 (2007)
- Foot Hustle (2007)
- Forbidden Fetishes 1 (2007)
- Nick Manning is Droppin Loads (2007)
- Sex Addicts 3 (2007)
- Sexxxy Oil Wrestling (2007)
- Soccer MILFs 1 (2007)
- Apprentass 9 (2008)
- AssOrama  (2008)
- Award Winning Anal Scenes 1 (2008)
- Battle of the Sluts 2: Katsuni Vs Melissa Lauren (2008)
- Load Warriors 1 (2008)
- Outrageous Gang Bangs (2008)
- Real MILFs of the OC (2008)
- Sinful Angels (2008)
- Super Shots: Ass That (2008)
- Ten Ton Tits 1 (2008)
- When Cougars Attack 1 (2008)
- Barely Legal Boot Camp: New Recruits (2009)
- Big Rack Attack 6 (2009)
- Busty Housewives (2009)
- Cumstains 10 (2009)
- Mommy Blows Best 2 (2009)
- View to a Rear (2009)
- Gang Bang Darlings 8 (2010)
- I Love Threeways (2010)
- Pornstar Prostitution 3 (2011)
- Big Tit Girls Love to Be Gangbanged (2012)
- Cum In (2012)

## Curiosità
- Nel maggio 2003, a 38 anni, Vicky è stata la modella più avanti con l'età a vincere il concorso "Beaver Hunt" sulla prestigiosa (nel mondo del porno) rivista Hustler.
- Quando non era ancora nel mondo del porno, dato che si sentiva sessualmente compressa come regalo di Natale si fece un aumento della misura del seno, passando dalla coppa C alla DD.
- Durante il Campionato mondiale di calcio 2010, insieme alla collega Bobbi Eden è salita agli onori della cronaca internazionale e non solo legata al mondo del porno, dopo che si aggregò alla collega su Twitter nella proposta di praticare del sesso orale con tutti i suoi follower di Twitter se la Nazionale di calcio dei Paesi Bassi avesse vinto la Coppa del Mondo[17].